# Dariusz Skrzypczak
Dariusz Skrzypczak (Rawicz, 13 novembre 1967) è un allenatore di calcio ed ex calciatore polacco, di ruolo centrocampista.

## Palmarès

### Giocatore

#### Competizioni nazionali
- Campionato polacco: 3

Lech Poznań: 1989-1990, 1991-1992, 1992-1993
- Coppa di Polonia: 1

Lech Poznań: 1987-1988
- Supercoppa di Polonia: 2

Lech Poznań: 1990, 1992